# Lluís Rey Polo
Lluís Rey Polo (Barcelona, 29 d'agost de 1924 - Madrid, 14 de maig de 2000) fou un pintor, escultor i arquitecte català. Autor de grans escultures de pedra, ferro i formigó, vidrieres i murals a Barcelona, Madrid, l'Hospitalet de Llobregat i Menorca. Considerat per la crítica com un dels tres informalistes catalans més importants.

## Biografia
Des de l'any 1929 la seva família va passar a residir a l'Hospitalet de Llobregat. Va ser alumne de l'Institut Escola Pi i Margall durant la República. Va estudiar a l'Escola d'Arts i Oficis de Barcelona, primer a la seu de Sants i després a La Llotja i a l'Escola de Belles Arts de Sant Jordi. Va ser Vicepresident del Saló de Maig de Barcelona.
En 1951 va obtenir la Medalla de Bronze de l'Exposició Municipal de l'Hospitalet del Llobregat i una beca d'estudis del Cercle Maillol de Barcelona, dirigit per Josep Mª de Sucre, per viatjar a París. En 1953 va ser guardonat amb el Premi de Dibuix Ciutat de l'Hospitalet i el 2n Premi de Pintura Ciutat de l'Hospitalet. En 1963 va ser guardonat amb el Premi Joan Miró.
Han escrit sobre aquest artista i la seva obra crítics del calibre de José Corredor Matheos, Ángel Crespo, Jesús Lizano, Carlos Antonio Areán, Cesáreo Rofríguez Aguilera, Arnau Puig o Josep Maria Cadena. Antonio Leyva va escriure en 1996 una biografia de l'artista, titulada "REY POLO", publicada per Fur Printings Edicions, Paracuellos del Jarama (Madrid).
Va formar part del grup "5ª Forma" en els anys 60 i de "3 Punts de vista" en els anys 80. Va dur a terme activitats de recerca plàstica i sonora durant els anys 70 i 80.
Va exposar la seva obra en nombroses exposicions individuals en tot Espanya (Madrid, Barcelona, l'Hospitalet, Logronyo, Saragossa, Girona, Menorca, Burgos, Salamanca, Valladolid, Palma, etc.), França (París, Nîmes, Pau), Holanda (l'Haia i Àmsterdam), Itàlia (Milà, Perusa), U.S.A. (New York) i en exposicions col·lectives tant a Europa com en el continent americà.

## Obra
Poden admirar-se els seus quadres en els següents museus:
- Museu d'Art Modern de Barcelona
- Biblioteca Museu Víctor Balaguer
- Museu Nacional d'Art Contemporani de Nicaragua
- Museu Municipal d'Hospitalet
- Museu Provincial de Logronyo
- Museu Provincial de BB.AA. de Múrcia
- Museu de Granada
- Museu d'Art Contemporani de Lisboa
- Museu del Futbol Club Barcelona
- Fons d'Art del Diari "AVUI" de Barcelona
- Casa de la Cultura de Conca
- Caixa d'Estalvis de Burgos
- Centre Català de Madrid
- Col·legi d'Aparelladors i Arquitectes Tècnics de Logronyo
- Fundació Calouste Gulbenkian de Lisboa
- Col·lecció Azeredo Perdigão de Lisboa,
- Fundació Vila-Casas de Barcelona

### Murals i escultures
- 1959: Capella de l'església de Sant Isidre (l'Hospitalet de Llobregat)[1]
- 1968: Escultura de la Plaça del Mestre Joan Manén a Cala Morell, Ciutadella (Menorca)
- 1970: Escultura en formigó, actualment al Parc d'Escultures del Futbol Club Barcelona
- 1991: Escultura en pedra, Ciutadella (Menorca)